# Собор Вознесения Девы Марии (Кордова)
Собор Вознесения Девы Марии (исп. Catedral de Nuestra Señora de la Asunción) в городе Кордова — старейший католический храм в Аргентине, кафедра архиепископа Кордовы. Расположен в центре города, на площади Сан-Мартина, недалеко от иезуитского квартала Кордовы, включённого в список Всемирного наследия ЮНЕСКО. Яркий образец испанского колониального барокко, с 1941 года — национальный исторический памятник Аргентины.
К возведению церкви приступили в 1582 году, через 12 лет после учреждения папой Пием V епископства в Кордове. В 1706 году, не дожидаясь окончания строительства, храм был освящён, но фасад был закончен к 1758 году, а две башни — к 1787 году. В 1901 году над портиком главного входа водружена статуя Христа-Искупителя.
Собор имеет форму трёхнефной базилики; центральный неф перекрыт цилиндрическим сводом и освещён двумя рядами боковых окон, боковые нефы намного ниже центрального. Главный фасад с тремя порталами выполнен в виде триумфальной арки. Он фланкирован невысокими башнями, квадратными в плане; на одной из них — куранты, другая выполняет роль колокольни. Над средокрестием — купол на высоком барабане, окружённый четырьмя восьмиугольными башенками и увенчанный большим флюгером с чашей и крестом.
Интерьер собора богато украшен позолоченной резьбой по дереву и фигурами святых; главный алтарь обильно декорирован боливийским чеканным серебром.
Собор стал местом упокоения ряда выдающихся деятелей Аргентинского государства. Здесь похоронены, в частности, Грегорио Фунес, генерал Хосе Мария Пас, первый ректор Национального университета Кордовы епископ Фернандо де Трехо-и-Сенабриа.